# Gustav Heinrich Ralph von Koenigswald

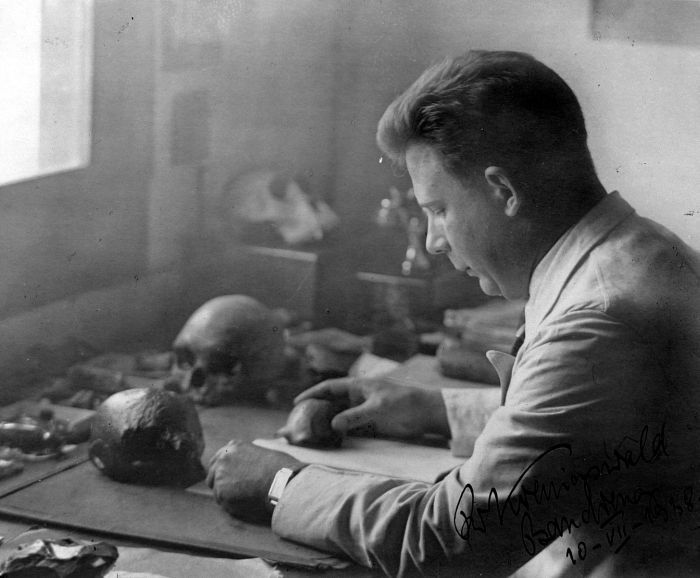
G. H. R. von Koenigswald um 1938 beim Untersuchen von Schädelfunden aus Java

Gustav Heinrich Ralph von Koenigswald (* 13. November 1902 in Berlin; † 10. Juli 1982 in Bad Homburg vor der Höhe) war ein deutsch-niederländischer Paläoanthropologe und Geologe, der in seinem Fach nach den Vorfahren des Menschen geforscht hat.

## Leben und Werk
Als Sohn des Ethnologen Gustav A. von Koenigswald wuchs er in Berlin auf und studierte Geologie und Paläontologie an der Universität Berlin, der Eberhard-Karls-Universität Tübingen, der Ludwig-Maximilians-Universität München und der Universität zu Köln. Zu seinen Lehrern zählten u. a. Ferdinand Broili, K. Martin und L. M. R. Rutten. Entscheidend gefördert wurde er von dem Schweizer Anthropologen Rudolf Martin. 1928 wurde von Koenigswald mit der Dissertation „Das Rotliegende der Weidener Bucht“ an der Ludwig-Maximilians-Universität München (LMU) promoviert. Daran schloss sich bis 1930 eine Assistentenzeit an der Bayerischen Geologischen Staatssammlung München an.
Im Herbst 1930 erhielt der Münchener Geologe und Paläontologe Ferdinand Broili eine Anfrage aus den Niederlanden, ob er einen seiner Schüler empfehlen könne, der als Paläontologe für den Niederländischen Geologischen Dienst in  Bandung/Java (Dienst van Mijnbouw van Nederlands Indië) tätig werden könnte. „Er fragte mich, ich griff zu, und im Januar 1931 kam ich in Tanjung Priok an, dem Hafen von Djakarta.“ Für diesen Dienst blieb er bis 1946 tätig, und er führte in dieser Zeit Ausgrabungen am Solo-Fluss, bei Sangiran und Modjokerto durch.

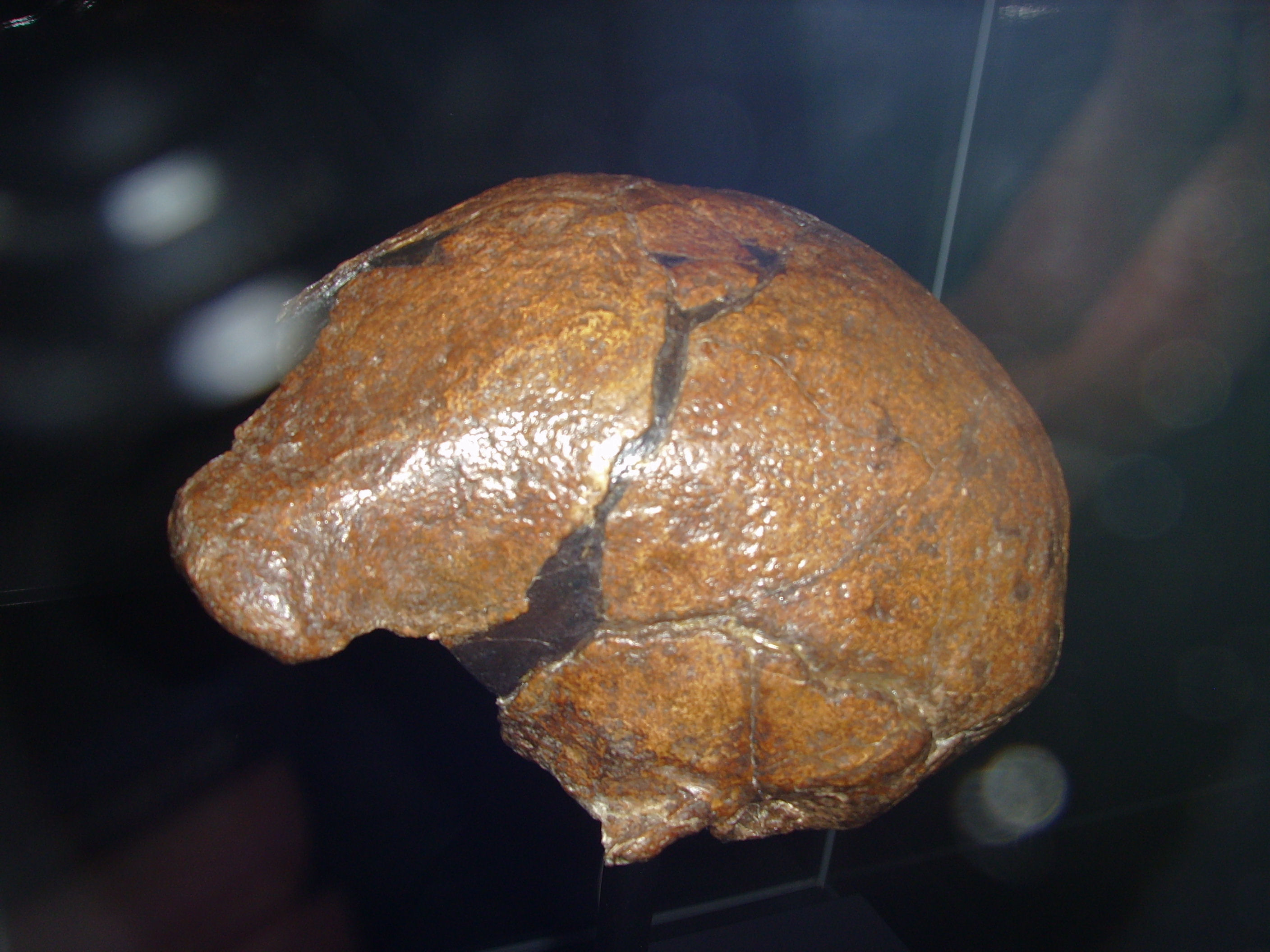
Schädeldach „Sangiran II“ (Homo erectus, Original, 1,5 mya), Sammlung Koenigswald im Naturmuseum Senckenberg. Man beachte den Überaugenwulst über dem linken Auge.

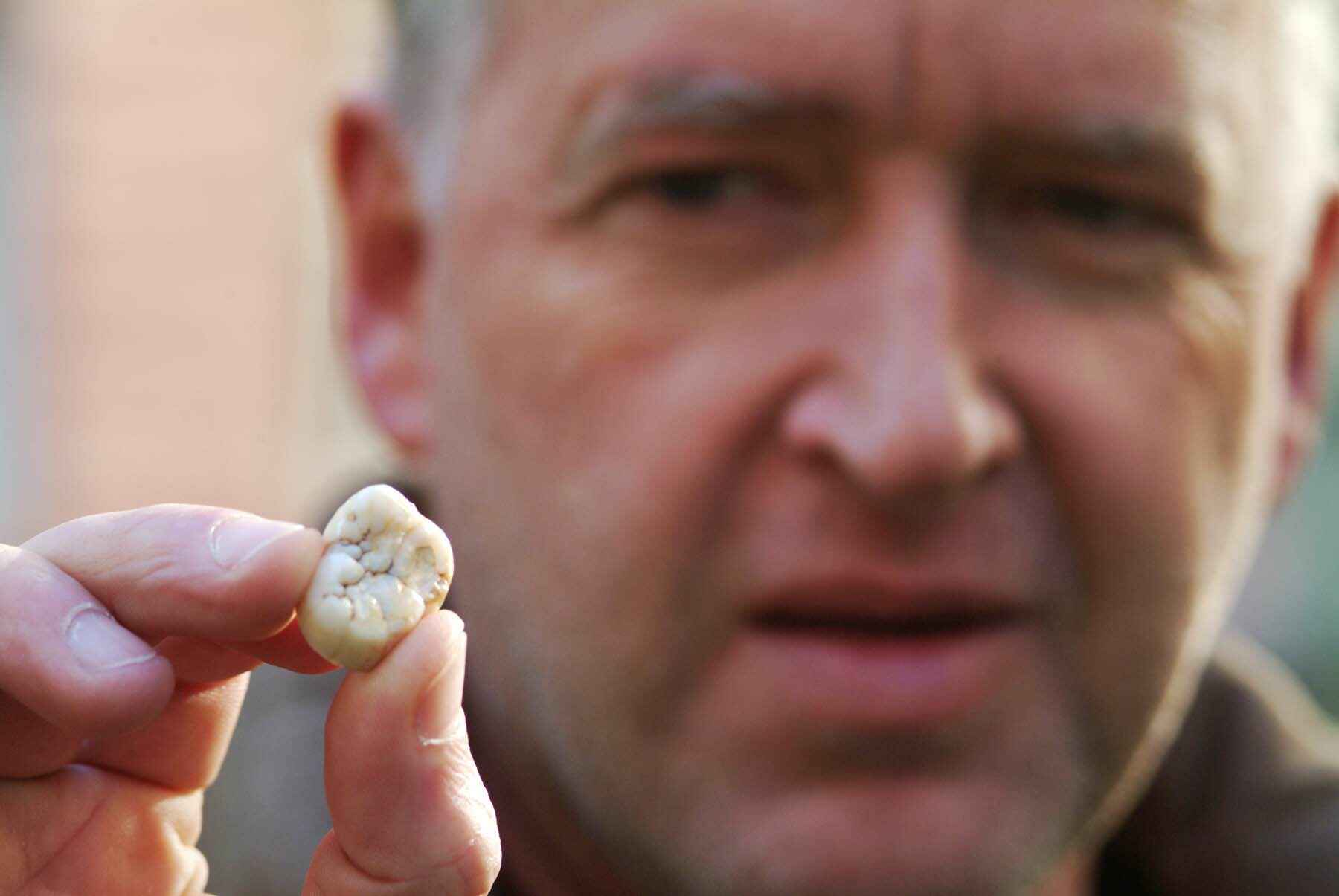
Molar (Typusexemplar) von Giganthopithecus blacki in der Hand von Friedemann Schrenk (2005)

1934 begann er seine Untersuchungen in Indonesien auf Zentraljava in Sangiran, rund 15 km nördlich von Surakarta (1996 von der UNESCO zum Welterbe ernannt). Bei seinen Ausgrabungen wurden hier einige der ältesten Fossilien der Gattung Homo außerhalb Afrikas entdeckt, etwa der von ihm zum Java-Menschen (Pithecanthropus erectus) gestellte Fund eines Schädeldaches (heute Homo erectus zugeordnet), ein Fossil mit der Archivbezeichnung „Sangiran II“. Insgesamt wurden an dieser Fundstelle etwa 60 weitere Fossilien ausgegraben, unter anderem auch Reste von Meganthropus.
Da es in China üblich war, sogenannte „Drachenknochen“ (fossile Zähne unterschiedlicher Wirbeltierarten) in Apotheken als Heilmittel der traditionellen chinesischen Medizin vorrätig zu halten, ließ von Koenigswald sich häufig in Apotheken solche „Drachenknochen“ zeigen, in der Hoffnung, auch fossile Menschenzähne zu entdecken. Tatsächlich fand von Koenigswald auf diese Weise 1939 in Hongkong den Unterkiefer-Prämolaren eines fossilen Menschen, wesentlich größer als der eines modernen Menschen, der dem Peking-Menschen (damals Sinanthropus pekinensis genannt) ähnelte, der aber eine gröber strukturierte Kaufläche als der Peking-Mensch hatte. Aus diesem Grund gab er diesen Fund den Artnamen „Sinanthropus officinalis, der Peking-Mensch aus der Apotheke“.
Bereits 1935 hatte von Koenigswald in einer Hongkonger Apotheke drei sehr große fossile Menschenaffen-Zähne entdeckt, die er einer bis dahin unbekannten Art zuschrieb und als Gigantopithecus blacki benannte (griechisch píthekos „Affe“; „blacki“ ehrt Davidson Black). Es folgte 1941 die Entdeckung des größten Kiefers menschlichen Ursprungs, was ihn zu der Vermutung verleitete, es habe vorgeschichtliche Riesen gegeben. 1941 entdeckte er Überreste von Meganthropus palaeojavanicus; auch die Gattung Graecopithecus und deren Typusart, Graecopithecus freybergi, (fossile Primaten) wurde von ihm eingeführt.
Während des Zweiten Weltkriegs geriet von Koenigswald als holländischer Soldat in japanische Gefangenschaft. Die Originale seiner Fossiliensammlung hatte er, in Milchflaschen verpackt, in einem Garten in Bandung vergraben, sodass es ihm nach Ende des Weltkriegs gelang, die komplette Sammlung nach Utrecht zu bringen.
Von 1946 bis 1948 war er, finanziell gefördert von der Wenner-Gren Foundation for Anthropological Research, am American Museum of Natural History New York tätig. 1948 kehrte er nach Europa zurück und trat eine Stelle als Professor für Anthropologie und Paläontologie an der Universität Utrecht an, wo er bis 1968 lehrte. In jenem Jahr wechselte von Koenigswald nach Frankfurt am Main, um am Forschungsinstitut Senckenberg die Sektion Paläoanthropologie zu gründen, deren Leitung er bis zu seinem Tod im Jahr 1982 innehatte. Auf diesem Posten folgte ihm Jens Lorenz Franzen nach, der seit 1969 sein Assistent gewesen war. Von Koenigswalds wissenschaftliche Sammlung wurde 1968 von der von dem Unternehmer Werner Reimers ins Leben gerufenen Werner-Reimers-Stiftung erworben und wird seit 1972 als Dauerleihgabe der Stiftung im Forschungsinstitut Senckenberg verwahrt; Teile seiner paläontologischen und kulturellen Sammlung von Fossilien und Steinwerkzeugen sind im Naturmuseum Senckenberg ausgestellt. Verbunden mit der Dauerleihgabe war die Verpflichtung des Forschungsinstituts Senckenberg, nach Koenigswalds Ausscheiden die paläoanthropologische Forschungsarbeit fortzusetzen und ausgewählte Forschungsobjekte im Museum auszustellen.
Von Koenigswald war lutherischen Bekenntnisses und seit 1935 mit Luitgarde, geb. Beyer, verheiratet. Das Paar hatte ein Kind.

## Ehrungen und Auszeichnungen
- Erster Preisträger des Werner-Reimers-Preises
- 1952 Mitglied der Königlich Niederländischen Akademie der Wissenschaften
- 1959 Darwin-Plakette der Leopoldina
- 1972 Auswärtiges Mitglied der National Academy of Sciences, Washington
- Korrespondierendes Mitglied der Österreichischen Akademie der Wissenschaften
- Ehrendoktor der Yogyakarta
- Honorarprofessor an der Johann Wolfgang Goethe-Universität in Frankfurt am Main

Seit 2002 wird alljährlich im November – in zeitlicher Nähe zu seinem Geburtstag – vom Senckenberg Forschungsinstitut die Gustav Heinrich Ralph von Koenigswald-Lecture ausgerichtet, zu der jeweils ein bekannter Forscher aus dem Gebiet der Paläoanthropologie zu einem populärwissenschaftlichen öffentlichen Vortrag im Senckenberg Naturmuseum und zu einem Fachkolloquium nach Frankfurt am Main eingeladen wird.

## Schriften (Auswahl)

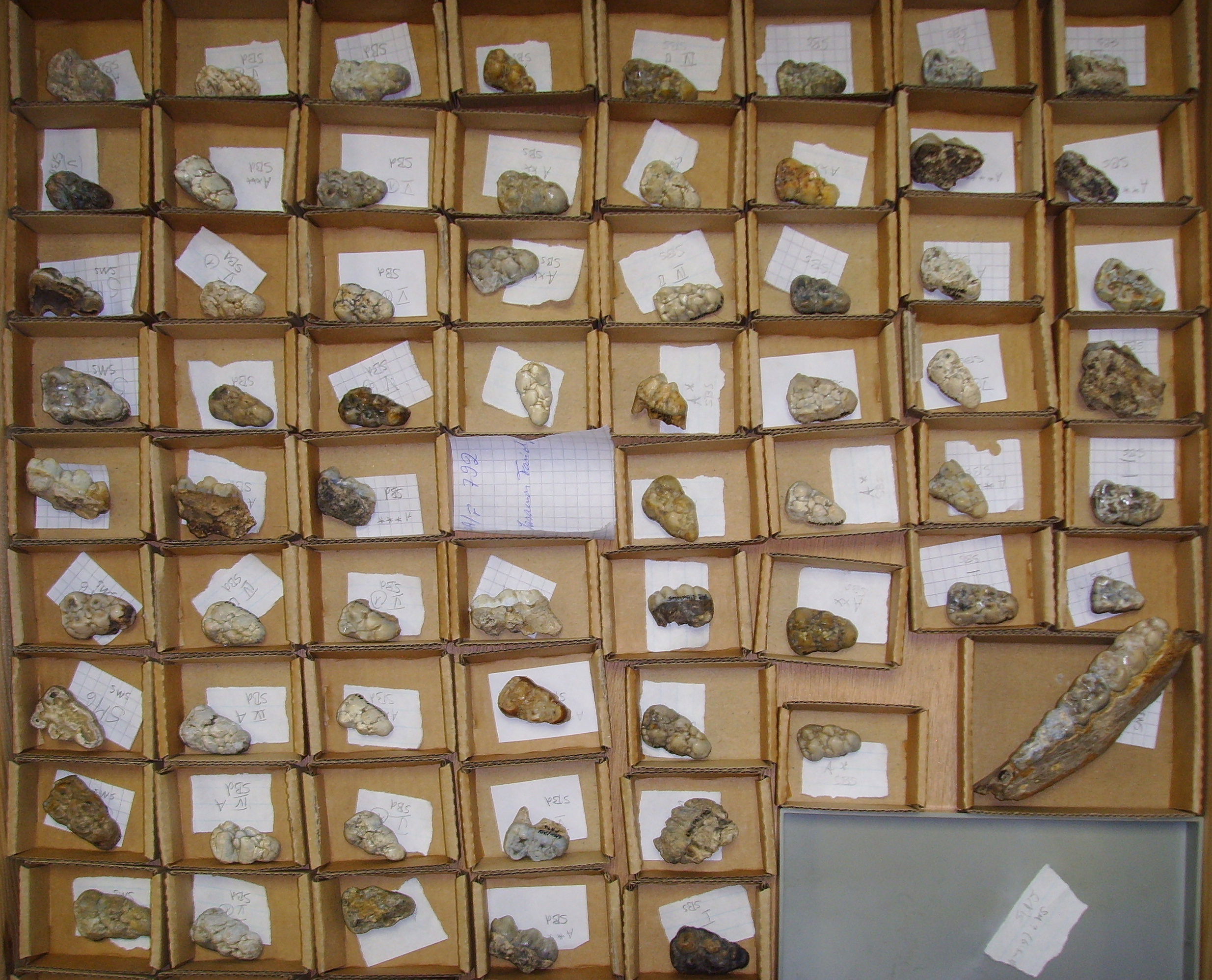
Fossile Schweinezähne aus der gleichen Schicht wie die Funde von Homo erectus. Sammlung Koenigswald im Naturmuseum Senckenberg

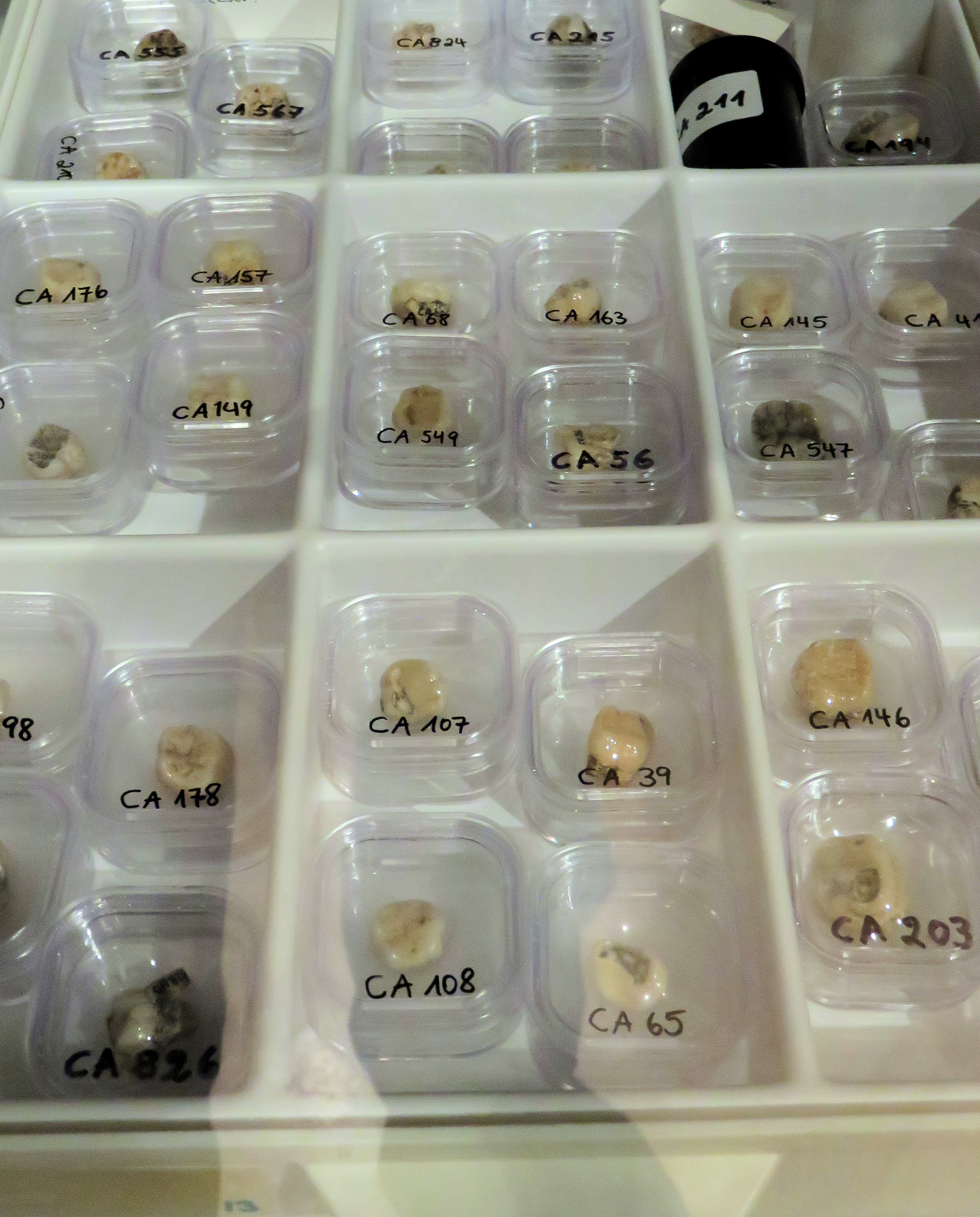
Hominine Backenzähne. Sammlung Koenigswald im Naturmuseum Senckenberg

Rund 200 Publikationen in Fachzeitschriften, u. a. in Geologisches Zentralblatt, Nature, Naturwissenschaften, Proceedings of the Kon. Ned. Akad. Amsterdam, Quartär.
- 1928 Das Rotliegende der Weidener Bucht – Ein Beitrag zur Geologie der nördlichen Oberpfalz. In: Neues Jahrbuch für Mineralogie, Geologie und Paläontologie. Abteilung B. Beilage Band 61. Stuttgart 1928, S. 185–242. (Phil. Diss. München vom 15. Februar 1928)
- 1932 Metaschizotherium Fraasi N. G. N. Sp., ein neuer Chalicotheriide aus dem Obermiöcän von Steinheim am Albuch. Palaeontographica, Supplement Band 8, 8. Schweizerbart, Stuttgart 1932.
- 1935 Vorläufige Mitteilung über das Vorkommen von Tectiten auf Java. N. V. Noord-Hollandsche Uitgevers Maatschappij, Amsterdam 1935, 68–70.
- 1935 Eine fossile Säugetierfauna mit Simia aus Südchina. N. V. Noord-Hollandsche Uitgevers Maatschappij, Amsterdam 1935, Volltext. (PDF; 3,7 MB) dwc.knaw.nl
- 1935 Die fossilen Säugetierfaunen Javas. N. V. Noord-Hollandsche Uitgevers Maatschappij, Amsterdam 1935.
- 1936 Erste Mitteilung über einen fossilien Hominiden aus dem Altpleistocän Ostjavas. N. V. Noord-Hollandsche Uitgevers Maatschappij, Amsterdam 1936.
- 1937 Ein Unterkieferfragment des Pithecanthropus aus den Trinilschichten Mitteljavas. N. V. Noord-Hollandsche Uitgevers Maatschappij, Amsterdam.
- 1939 mit Franz Weidenreich: The Relationship between Pithecanthropus and Sinanthropus. In: Nature, 1939, Band 144, S. 926–929, doi:10.1038/144926a0.
- 1939 Das Pleistocän Javas. In: Quartär. Band 2, S. 28–53. Zugang zum Volltext. ub.uni-heidelberg.de
- 1940 Neue Pithecanthropus-Funde 1936–1938. Ein Beitrag zur Kenntnis der Praehominiden.
- 1955 Begegnungen mit dem Vormenschen. Düsseldorf / Köln 1955.
- 1958 (Hrsg.) 100 Jahre Neanderthaler.
- 1960 Die Geschichte des Menschen. Verständliche Wissenschaft. Band 74. 1. Auf. Springer, Berlin/Göttingen/Heidelberg 1960.
- 1964 mit Phillip Tobias: A Comparison Between the Olduvai Hominines and those of Java and some Implications for Hominid Phylogeny. In: Nature. Band 204, S. 515–518; doi:10.1038/204515a0
- 1965 Begegnungen mit dem Vormenschen. dtv Taschenbücher. Band 269. Deutscher Taschenbuchverlag, München 1965.
- 1968 Die Geschichte des Menschen. Heidelberg 1968.
- 1982 Der Frühmensch tritt auf den Plan. In: Herbert Wendt (Hrsg.): Kindlers Enzyklopädie Der Mensch. Band 2. Die Entfaltung der Menschheit. Kindler, Zürich 1982, ISBN 3-463-26102-2, S. 17–52.
- Die Tapirreste aus dem Aquitan von Ulm und Mainz. In: Palaeontographica. Band 73, Lfg. 12.